# Чемпіонат СРСР з легкої атлетики в приміщенні 1971 — 400 метрів (жінки)

## Результати

### Попередні раунди

#### Забіги
| Атлетка            | Регіон        | Місто/Область | Результат |
| ------------------ | ------------- | ------------- | --------- |
| Юлія Сократова     | Казахська РСР | Алма-Ата      | 57,1      |
| Тетяна Курганова   | Киргизька РСР | Фрунзе        | 57,8      |
| Тетяна Кожевнікова | РРФСР         | Воронеж       | 57,9      |

### Фінали

#### Фінал А
| Місце | Атлетка          | Регіон | Місто/Область | Результат |
| ----- | ---------------- | ------ | ------------- | --------- |
| 1     | Віра Попкова     | УРСР   | Львів         | 55,0      |
| 2     | Любов Фіногенова | Москва | Москва        | 55,5      |
| 3     | Галина Камардіна | РРФСР  | Воронеж       | 55,6      |

#### Фінал Б
| Місце | Атлетка                 | Регіон        | Місто/Область | Результат |
| ----- | ----------------------- | ------------- | ------------- | --------- |
| 1     | Людмила Аксьонова       | УРСР          | Харків        | 55,6      |
| 2     | Наталія Чистякова-Бурда | Москва        | Москва        | 55,9      |
| 3     | Юлія Сократова          | Казахська РСР | Алма-Ата      | 57,6      |